# 淋巴瘤
淋巴瘤（英語：lymphoma），又稱淋巴癌，是由淋巴細胞病變造成的血液細胞瘤。此名稱被用來單指癌症形式，而非所有這類腫瘤。最常見的早期症狀是無痛性淋巴結腫大；而全身性症狀，例如發燒、盜汗、體重減輕（此三者合稱 B symptoms）、疲倦感甚或皮膚癢通常在晚期才出現，盜汗則通常在夜間發生。

## 分類
淋巴瘤為造血淋巴組織腫瘤的一部分。一般依據細胞形態學，主要分為兩大類：何杰金氏淋巴瘤和非何杰金氏淋巴瘤，而其他包含在世界衛生組織分類中的尚有多發性骨髓瘤及淋巴增生性疾病。
- 何杰金氏淋巴瘤有典型的Reed–Sternberg細胞（英语：Reed–Sternberg cell），發生率較低，發病年齡較早，治療預後較好。
- 非何杰金氏淋巴瘤無上述細胞，發生率較高，佔所有淋巴瘤的90%，其中包含各種次分類[5][7]，發病年齡較晚，治療預後較差。

## 可能成因
淋巴瘤的可能成因包括家族病史、遺傳基因病變、病毒感染、幽門螺旋桿菌等細菌感染、輻射、化學藥物及體內免疫系統失常等有關。
- 何杰金氏淋巴瘤的風險因子包含EB病毒和其他同病毒科[2]。
- 非何杰金氏淋巴瘤的風險因子則包含自體免疫疾病、人類免疫缺乏病毒或愛滋病、人類T淋巴細胞病毒（英语：Human T-lymphotropic virus）感染、細菌引起的黏膜慢性發炎、攝取過量肉類及脂肪、使用免疫抑制劑、及部分殺蟲劑。

## 症狀
淋巴腺腫大是淋巴瘤患者最常見的病徵，若癌細胞擴散至骨髓並損害造血系統時，會出現貧血、瘀腫及經常受細菌感染等現象。其他病徵包括持續發熱、夜間出汗、呼吸急促、消瘦、皮膚瘙癢和持續疲倦等。

## 診斷
通常藉由血液、尿液、骨髓檢查診斷淋巴癌，而淋巴結切片可能有助於診斷。醫學影像可用於淋巴癌細胞是否轉移，而可發生轉移處有肺、肝、腦等。

## 治療與癒後
治療淋巴瘤可能會合併化學治療、放射線治療、標靶治療及手術等多種方式。非何杰金氏淋巴瘤患者的血液可能因蛋白質成分增多而較濃稠，需要接受血漿置換的治療。某些型態的淋巴瘤可能必須採用所謂「觀察等待」的策略，而某些型態則可治癒。在美國，何杰金氏淋巴瘤的五年整體存活率約85%，而非何杰金氏淋巴瘤則僅69%。在2012年，約有566,000人罹患淋巴瘤，並造成305,000死亡，佔所有癌症的3至4%，為第七常見，而在兒童則為第三常見。相對於開發中國家，淋巴瘤通常多發生在已開發國家。非何杰金氏淋巴瘤在美國的五年存活率為72%，何杰金氏淋巴瘤的五年存活率为87%。

## 外部連結
- 中的“淋巴瘤”
- 網傳指患淋巴癌 林鄭:我雖面容憔悴但健康良好 （页面存档备份，存于）